# Atez
Atez (o Atetz in basco) è un comune spagnolo di 232 abitanti situato nella comunità autonoma della Navarra.